# Мышенка
Мышенка — село в Милославском районе Рязанской области России, входит в состав Кочуровского сельского поселения.

## География
Село расположено на берегу реки Ранова в 14 км на северо-запад от центра поселения села Кочуры и в 30 км на юго-запад от районного центра поселка Милославское.

## История
Никольское, Мышинка тож, в качестве новоселебного села с церковью великого чудотворца Николая упоминается в окладных книгах 1676 года. В 1770 году помещиком Гр. Безобразовым построена была новая деревянная Никольская церковь, в 1841 году построена была колокольня.
XIX — начале XX века село входило в состав Змиевской волости Данковского уезда Рязанской губернии. В 1906 году в селе было 76 дворов.
С 1929 года село являлась центром Мышенского сельсовета Милославского района Рязанского округа Московской области, с 1937 года — в составе Рязанской области, с 2005 года — в составе Кочуровского сельского поселения.

## Население
| 1859 | 1906 | 2010 |
| ---- | ---- | ---- |
| 360  | ↗471 | ↘7   |